# Urera eggersii
Urera eggersii är en nässelväxtart som beskrevs av Georg Hans Emmo Emo Wolfgang Hieronymus. Urera eggersii ingår i släktet Urera och familjen nässelväxter. Inga underarter finns listade i Catalogue of Life.